# Dulce et decorum est pro patria mori
Dulce et decorum est pro patria mori — строка из «Од» (III.2.13) римского лирического поэта Горация. В переводе: «Сладостно и почетно умереть за Родину» (в переводе А. Семенова-Тян-Шанского: «Красна и сладка смерть за отечество!»). Латинское слово patria (родина) буквально означает страну своих отцов или предков (лат. patres) и является источником французского слова для отечества — patrie и слова «патриот» (тот, кто любит свою страну).
Строка Горация была процитирована в названии стихотворения Уилфреда Оуэна «Dulce et Decorum est», опубликованного в 1921 году, которое описывает ужасный опыт солдат во время Первой мировой войны. Стихотворение Оуэна, которое называет строку Горация «старой ложью» (в переводе М. Зенкевича: «Мой
друг, тебя бы не прельстила честь учить детей в воинственном задоре лжи старой — Dulce et decorum est pro patria mori»), фактически завершило прямое некритическое использование этого выражения в английской литературе.
Иосиф Бродский процитировал эту строку в конце одного из стихотворений «сладка и прекрасна за родину смерть». Эти слова, посредством которых римский поэт хотел поведать, что отдать жизнь за родину есть высшая доблесть, в стихотворении Оуэна наполнены сарказмом, а в устах Бродского прозвучали ядовитым комментарием к его собственной судьбе.

## Контекст
Стихотворение, из которого происходит эта строка, призывает римских граждан развивать воинскую доблесть, чтобы враги Рима, в частности парфяне, были слишком напуганы, чтобы противостоять римлянам.
Юмористическое развитие оригинальной строки использовалось как тост в XIX веке: «Dulce et decorum est pro patria mori, sed dulcius pro patria vivere, et dulcissimum pro patria bibere. Ergo, bibamus pro salute patriae», то есть: «Сладко и почетно умереть за родину, но ещё слаще жить за родину, а слаще всего пить за родину. Итак, выпьем за здоровье родины».

## Использование как девиз
Dulce et decorum est pro patria mori используется как девиз в таких организациях:
- Военная академия Португалии[англ.]
- 103-й эскадрон наземной разведки Королевской армии Нидерландов
- 10/27-й Королевский южноавстралийский полк Королевского австралийского пехотного корпуса принял девиз Pro Patria, производный от этого выражения, что означает «За Родину».

Более короткий вариант фразы Pro Patria («За Родину») может быть связан или не связан с цитатой Горация:
- Pro Patria является девизом клана Хиггинс или О’Хиггин.
- Это девиз Армии Шри-Ланки, а также он написан на воротнике Королевского канадского полка.
- Pro Patria является названием района в Каракасе, Венесуэла.